# Kroktjärnen (Nyhems socken, Jämtland, 698634-149587)
Kroktjärnen är en sjö i Bräcke kommun i Jämtland och ingår i Indalsälvens huvudavrinningsområde. Sjön har en area på 0,205 kvadratkilometer och ligger 364,8 meter över havet. Sjön avvattnas av vattendraget Sittån.

## Delavrinningsområde
Kroktjärnen ingår i det delavrinningsområde (698923-149506) som SMHI kallar för Ovan Bjuråsbäcken. Medelhöjden är 406 meter över havet och ytan är 31,02 kvadratkilometer. Det finns inga avrinningsområden uppströms utan avrinningsområdet är högsta punkten. Sittån som avvattnar avrinningsområdet har biflödesordning 2, vilket innebär att vattnet flödar genom totalt 2 vattendrag innan det når havet efter 162 kilometer. Avrinningsområdet består mestadels av skog (72 procent) och sankmarker (17 procent). Avrinningsområdet har 0,21 kvadratkilometer vattenytor vilket ger det en sjöprocent på 0,7 procent.